# Elfriede Kaun
Elfriede Kaun, född 5 oktober 1914 i Büttel i Steinburg, död 5 mars 2008 i Kiel, var en tysk friidrottare.
Kaun blev olympisk bronsmedaljör i höjdhopp vid sommarspelen 1936 i Berlin.